# Liste des évêques de Crema
 (novembre 2020).
Cette liste recense les évêques qui se sont succédé sur le siège du diocèse de Crema.

## Évêques
- Gerolamo Diedo (1580-1584)
- Gian Giacomo Diedo (1584-1616)
- Pietro Emo, C.R (1616-1629)
- Marcantonio Bragadin (1629-1633), nommé évêque de Ceneda
- Alberto Badoer (1633-1677)
- Marcantonio Zollio (1678-1702)
- Faustino Giuseppe Griffoni (1702-1730)
- Ludovico Calini (1730-1751)
- Marcantonio Lombardi (1751-1782)
- Antonio Maria Gardini, O.S.B. Cam (1782-1800)
  - Siège vacant (1800-1807)
- Tommaso Ronna (1807-1828)
  - Siège vacant (1828-1835)
- Giuseppe Sanguettola (1835-1854)
  - Siège vacant (1854-1857)
- Pietro Maria Ferrè (1857-1859), nommé évêque de Pavie
  - Siège vacant (1859-1871)
  - Pietro Maria Ferrè (1859-1867), administrateur apostolique, nommé évêque de Casale Monferrato
  - Carlo Macchi (1859-1867), évêque élu, nommé évêque de Reggio d'Émilie
- Francesco Sabbia (1871-1893)
- Ernesto Fontana (1894-1910)
- Bernardo Pizzorno (1911-1915)
- Carlo Dalmazio Minoretti (1915-1925), nommé archevêque de Gênes
- Giacomo Montanelli (1925-1928), nommé archevêque coadjuteur de Verceil
- Marcello Mimmi (1930-1933), nommé archevêque de Bari
- Francesco Maria Franco (1933-1950)
- Giuseppe Piazzi (1950-1953), nommé évêque de Bergame
- Placido Maria Cambiaghi, B. (1953-1963), nommé évêque de Novare
- Franco Costa (it) (1963-1963), nommé évêque titulaire d'Emmaüs (de)
- Carlo Manziana, C.O (1963-1981)
- Libero Tresoldi (1981-1996)
- Angelo Paravisi (1996-2004)
- Oscar Cantoni (2005-2016), nommé évêque de Côme
- Daniele Gianotti (2017- )[1]